# Cephalanthera ericiflora
Cephalanthera ericiflora är en orkidéart som beskrevs av Dariusz Lucjan Szlachetko och Joanna Mytnik-Ejsmont. Cephalanthera ericiflora ingår i släktet skogsliljor, och familjen orkidéer.
Artens utbredningsområde är Laos. Inga underarter finns listade i Catalogue of Life.